# Barrière d'Italie
La barrière d'Italie, précédemment nommée barrière Mouffetard, barrière de Gobelins ou barrière de Fontainebleau, est une ancienne barrière d'octroi de l'enceinte des Fermiers généraux.

## Situation
Cette barrière était installée sur l'emplacement de l'actuelle place d'Italie. Elle comportait un pavillon construit par Ledoux.
Les principales voies partant de la barrière d'Italie étaient la rue Mouffetard (avenue des Gobelins), le boulevard de l'Hôpital, la route de Fontainebleau (avenue d'Italie) et le boulevard des Gobelins (boulevard Auguste-Blanqui).
La barrière d'Italie était située à 400 mètres de la barrière d'Ivry située à l'est et à 680 mètres de la barrière Croulebarbe située à l'ouest.

## Origine du nom
Elle était appelée « barrière d'Italie » car c'était le chemin que prenaient autrefois les chaises de poste pour se diriger vers ce pays.

## Historique
La « barrière de Fontainebleau » prenait son nom parce que la route qui sortait de Paris par cet axe menait à Fontainebleau et également « barrière Mouffetard » car elle servait de limite à la rue Mouffetard. Elle était également appelée « barrière de Gobelins » en raison du voisinage de la manufacture de tapisserie des Gobelins, qui avait été fondée par Colbert et Louis XIV dans l'hôtel des Gobelins, qui était situé alors au milieu des aulnaies et des bois baignés par la Bièvre et qui appartenait au sieur Leleu, conseiller au Parlement de Paris.
C'est par cette barrière que le 20 mars 1815 Napoléon Ier rentrait dans Paris, tandis qu'au même moment Louis XVIII en sortait par la barrière de Clichy.
Le 25 juin 1848, alors que l'insurrection était étouffée dans les autres quartiers de Paris, 2 500 insurgés tenaient encore bon à cette barrière. Le général Bréa de Ludre, qui avait pris le commandement exercé par le général Damesme, mortellement blessé lors des combats au Panthéon, vint reconnaître les barricades à la tête de 2 bataillons d'infanterie de ligne, de 2 pièces d'artillerie et de détachements de gardes mobiles. Avant de canonner puis d'attaquer, il voulut parlementer et s'avança, avec son aide de camp et deux chefs de bataillon du 24e de ligne et de la 12e légion de la Garde nationale vers la principale barricade. Si les chefs de bataillon purent s'échapper, le général Bréa de Ludre et son aide de camp furent fusillés par les insurgés.